# 萊克克雷斯特 (伊利諾伊州)
萊克克雷斯特（英語：Lake Crest）是位於美國伊利諾伊州威廉森縣的一個非建制地區。該地的面積和人口皆未知。

## 地理
萊克克雷斯特的座標為37°36′22″N 88°55′03″W / 37.60611°N 88.91750°W，而該地的平均海拔高度為158米（即518英尺）。